# Klemen Lavrič
Klemen Lavrič (n. 12 iunie 1981, Trbovlje, Trbovlje, Slovenia) este un fotbalist sloven.
Între 2004 și 2008, Lavrič a jucat 25 de meciuri și a marcat 6 goluri pentru echipa națională a Sloveniei.

## Statistici
| Slovenia | Slovenia | Slovenia |
| An       | Meciuri  | Goluri   |
| -------- | -------- | -------- |
| 2004     | 3        | 0        |
| 2005     | 4        | 1        |
| 2006     | 6        | 1        |
| 2007     | 11       | 4        |
| 2008     | 1        | 0        |
| Total    | 25       | 6        |